# Fuerte de Chaicura

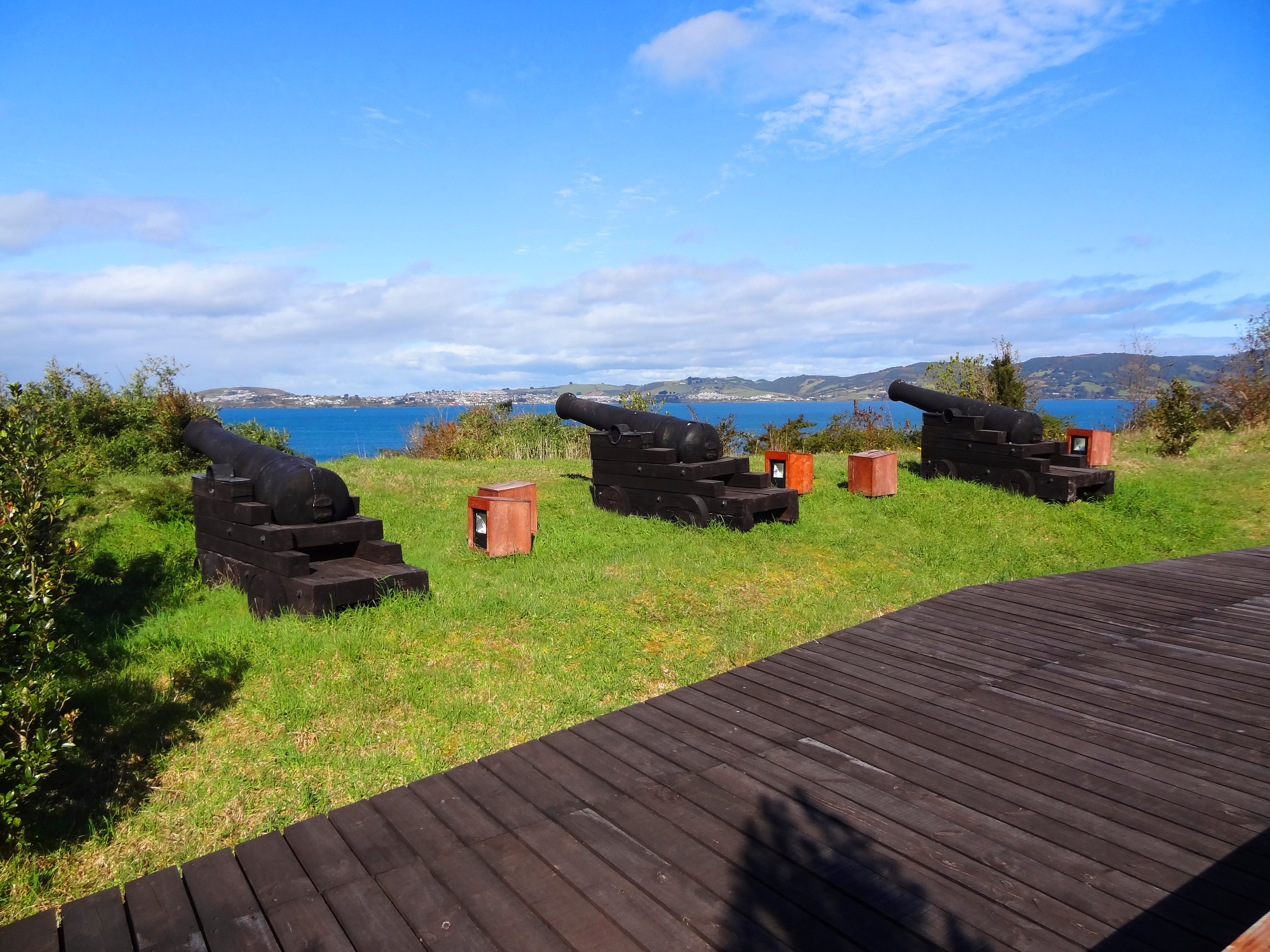
Estructura de artillería restaurada en Fuerte de Chaicura (vista a la bahía).

El Fuerte de Chaicura —en veliche: piedra que cayó ruidosamente y cuyo nombre original habría sido Fuerte del Príncipe— es una fortificación localizada en la península de Lacuy, a 50 km de la ciudad de Ancud, cuya data de proyección se remonta a 1768, y de construcción a 1866.
Pertenece al conjunto de monumentos nacionales de Chile desde 1926 en virtud del D. S. 744 del 21 de marzo de 1926; se encuentra en la categoría Monumentos Históricos Inmuebles.

## Historia
El complejo pertenecía al conjunto de fortificaciones o fortalezas situados en la bahía de Ancud, que se proyectaron en el período del Gobierno de Chiloé durante su fase de dependencia al Virreinato del Perú. En este contexto, el fuerte de Chaicura se constituyó en uno de los ocho principales puestos diseñados junto al de San Miguel de Agüi, Balcacura, Poquillihue, El Muelle, Campo Santo, La Corona y San Antonio. Su principal misión era la defensa de la ciudad de San Carlos de Chiloé —actual Ancud— de potencias coloniales extranjeras, piratas y corsarios, además de servir de resguardo a la ruta marítima entre el Cabo de Hornos y el virreinato del Perú.
La construcción fue proyectada como fuerte marítimo en 1768 por Carlos de Beranguer. No obstante, la falta de menciones a esta fortificación durante la época de la independencia ha apoyado la hipótesis de que en realidad su construcción habría ocurrido en tiempos republicanos por parte de la Armada de Chile. Esto se ve reforzado por el Anuario hidrográfico de la Marina de Chile del año 1883, que señala que el fuerte Chaicura habría sido construido en 1866 en el contexto de la guerra hispano-sudamericana, donde Chiloé fue uno de los territorios visitados por las fragatas españolas.
El fuerte fue abandonado en la segunda mitad del siglo XIX, y fue destruido por el paso del tiempo y el terremoto de 1960; ya en 2008 se señalaba que no existían «testimonios visibles a nivel de su superficie, de las estructuras para la artillería a barbeta y de otros recintos destinados a la guarnición de una Batería», mientras que se la clasificaba como una «ruina en degradación» por estar cubierta de vegetación y con vías de acceso intransitables. En 1874, la Dirección General de Estadística de Chile mencionaba la existencia del fuerte e indicaba que poseía tres cañones de calibre 32.
A fines de la década de 2000 el gobierno de Chile decidió llevar adelante un proyecto de restauración que fue dirigido por la Dirección de Arquitectura del Ministerio de Obras Públicas.